# Сорта флокса метельчатого

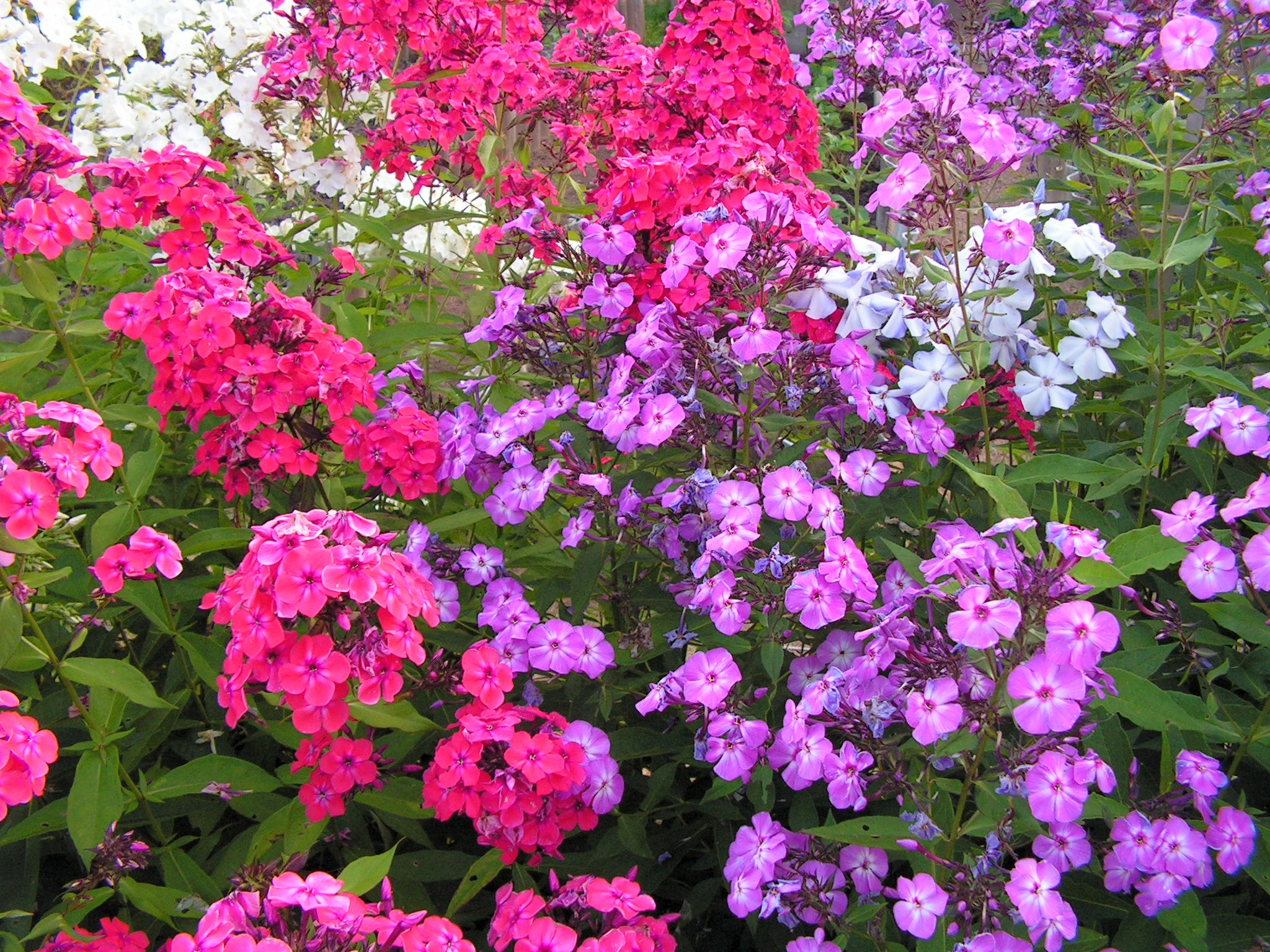
Флокс метельчатый

Более чем 250-летняя история садовой культуры флокса метельчатого показала огромный декоративный потенциал этого вида. Основные направления селекции в питомниках Западной Европы: пестролистные сорта, флоксы серии Feelings с изменённым строением и формой цветка, сорта с необычно окрашенными цветками (зеленоватыми, желтоватыми, с полосками и штрихами), а также компактные сорта.
В России флоксы получили широкое распространение с середины XIX века. В начале XX века в Помологическом саду Санкт-Петербурга были созданы первые отечественные сорта. Начиная с 30-х годов XX века в России создаётся множество сортов флокса метельчатого. Наиболее интересных результатов достигли: М. П. Нагибина, М. И. Грошикова, М. П. Бединггауз. В 50—60 годы появляются сорта Е. Д. Харченко, Н. С. Красновой, Б. В. Квасникова, Н. Ю. Скрастынь, В. Н. Грошникова, Л. Н. Сухоручкиной и М. Ф. Шароновой.
Сорта селекции П. Г. Гаганова составляют сокровищницу российского сортимента флокса метельчатого. С 1935 до 1967 года (с перерывом на войну) П. Г. Гаганов вывел несколько сотен новых сортов. В Германии на три года раньше П. Г. Гаганова активную работу по селекции флоксов начал Карл Форстер (Foerster). За более чем 30 лет работы Форстер создал более 100 сортов флокса метельчатого.
В 70—80 годы XX века с флоксами работает Ю. А. Репрев. Позже появляются сорта Е. А. Константиновой, В. Н. Хватовой, Т. Н. и А. В. Колоколенковых, О. Б. Шевляковой и И. В. Фетисовой.
Классификация по срокам цветения и принятые сокращения 

Р — ранний (конец июня — начало июля)

СР — среднеранний (начало июля — середина июля)

С — средний (конец июля — начало августа)

СП — среднепозний (начало августа — середина августа)

П — поздний (с конца августа)
| # A B C D E F G H I J K L M N O P Q R S T U V W X Y Z     |
| А Б В Г Д Е Ё Ж З И К Л М Н О П Р С Т У Ф Х Ц Ч Ш Щ Э Ю Я |

## A

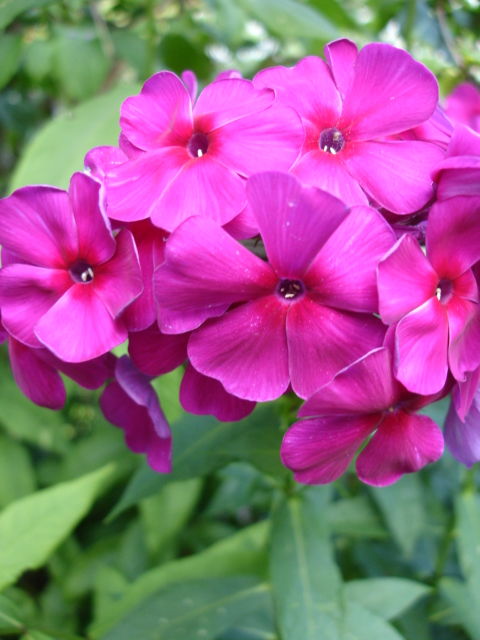
'Aida'

- 'Andre'. Автор и год создания неизвестны. Описания сорта из разных источников противоречивы.
Высота около 125 см. Стебли прочные, прямостоячие. Позднего срока цветения (с начала августа). Диаметр цветка 3 см. Окраска венчика интенсивно сиренево-розовая с бледно-малиновым глазком, невыгорающая; длина трубки с цветоножкой 3,5 см. Соцветие рыхлое, широкопирамидальное, размер 25×26 см. Аромат отсутствует. Устойчив против грибных болезней. Декоративность 4. Образец получен в 1946 г. из Ботанического института АН СССР[2].
Высота около 150 см. Диаметр цветка 2,5 см. Звёздчатый цветок светло-сиреневой окраски. Соцветие достаточно крупное, неплотное. Стебли прочные. Нарастает хорошо, устойчивый, неприхотливый[3].
 Высота около 70—75 см. Диаметр цветка 4 см. Цветки голубовато-сиреневые, вечером голубые. Соцветие округлое, очень плотное[4].
- 'Aida' V. Pfitzer, 1910[5]. Куст компактный, высотой 60—70 см. Среднего срока цветения. Соцветие округло-коническое, большое, довольно плотное[6]. Согласно другим источникам: шарообразное[7], или пирамидальное, средней плотности, размер 20×13 см. Аромат сильный[2]. Окраска венчика тёмно-пурпурная, бархатистая[6] с карминовым глазком; длина трубки с цветоножкой 3 см[2], диаметр 3,5—4 см[8]. Декоративность 4. Неустойчив против грибных болезней[2]. Отличный сорт для бордюра, групповых посадок и срезки[5].

## B
- 'Blue Boy' B. Symons-Jeune, 1949. Высота 80—100 см. Куст прочный. Диаметр цветка 3,4—3,5 см. От 'Blue Moon' отличается посветлением в центре цветка и более нежным сиреневым оттенком. Более голубой, чем 'Eventide', немного темнее, чем 'Toits de Paris'. Дневной цвет венчика описывается по-разному: сиреневый; голубовато-лиловый; лавандово-голубой. Вечером и в пасмурную погоду голубоватый с высветлением в центре. Соцветие округло-коническое, среднего размера и плотности. Зимостойкий, хорошо разрастающийся сорт[8][9][10].
- 'Blue Evening'.
- 'Blauer Morgen'
- 'Blue Paradise' P. Oudolf, 1995.
- 'Bornimer Nachsommer' K. Foerster, 1951

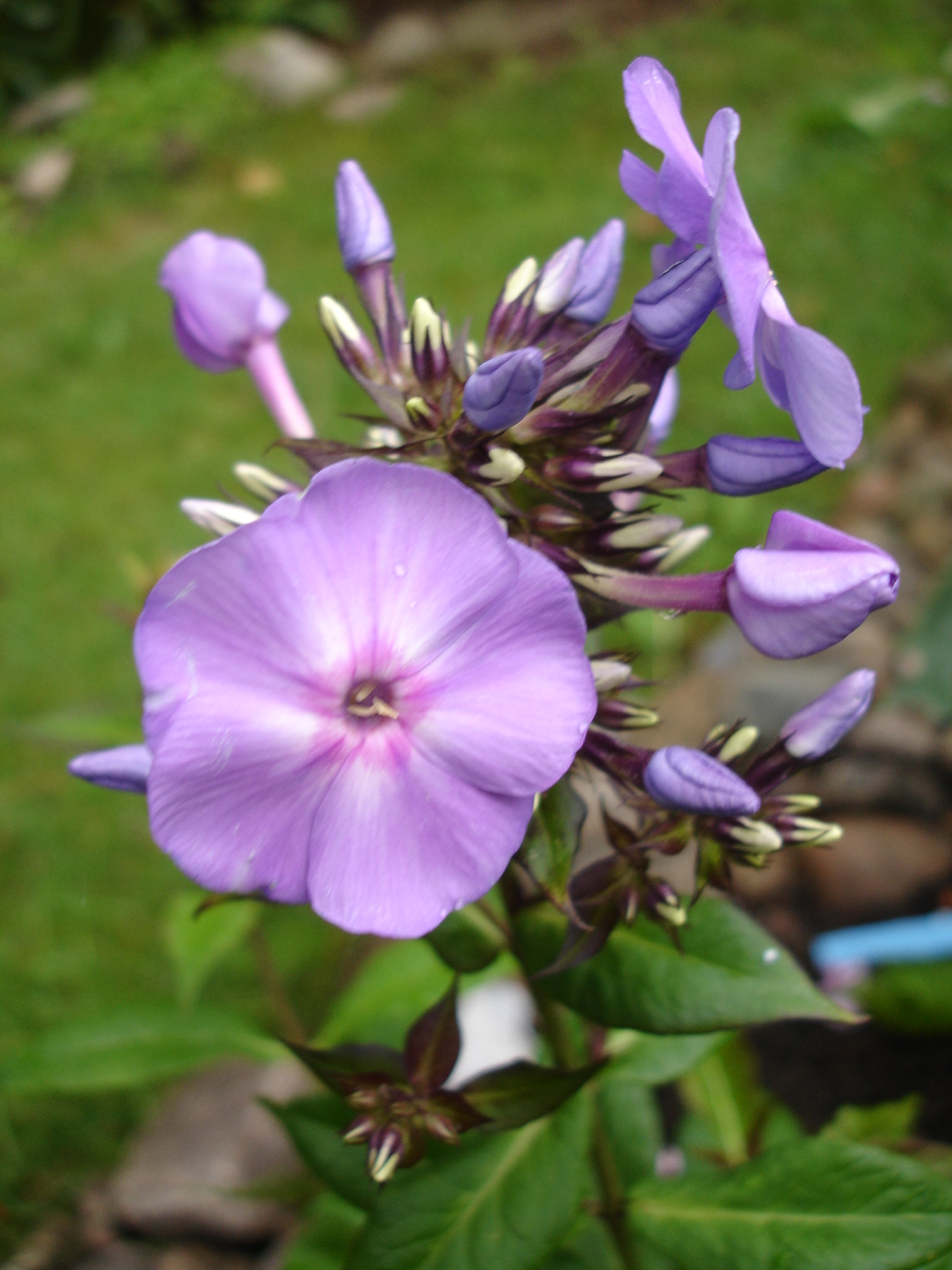
'Blue Boy'
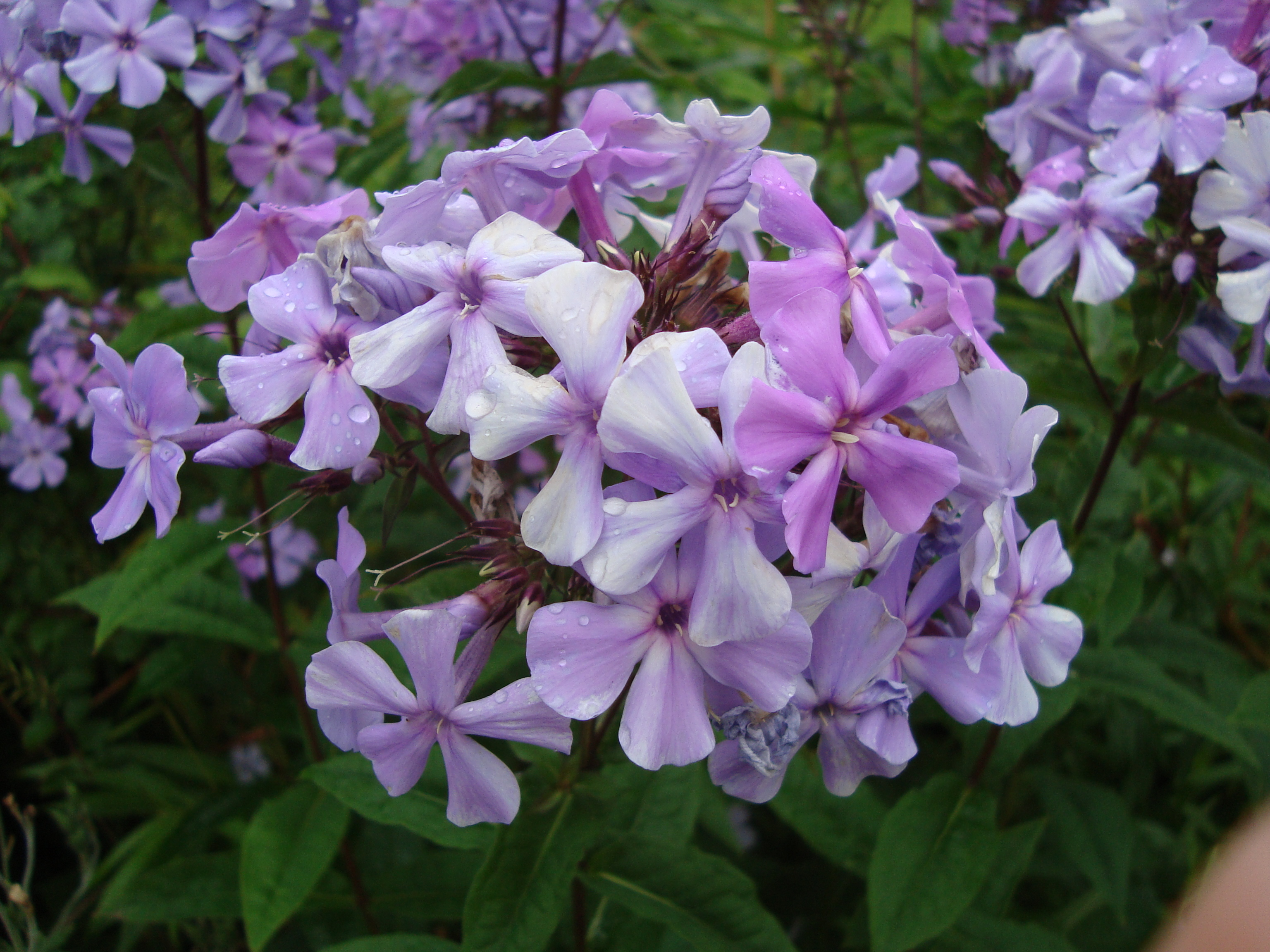
'Blue Evening'

## C

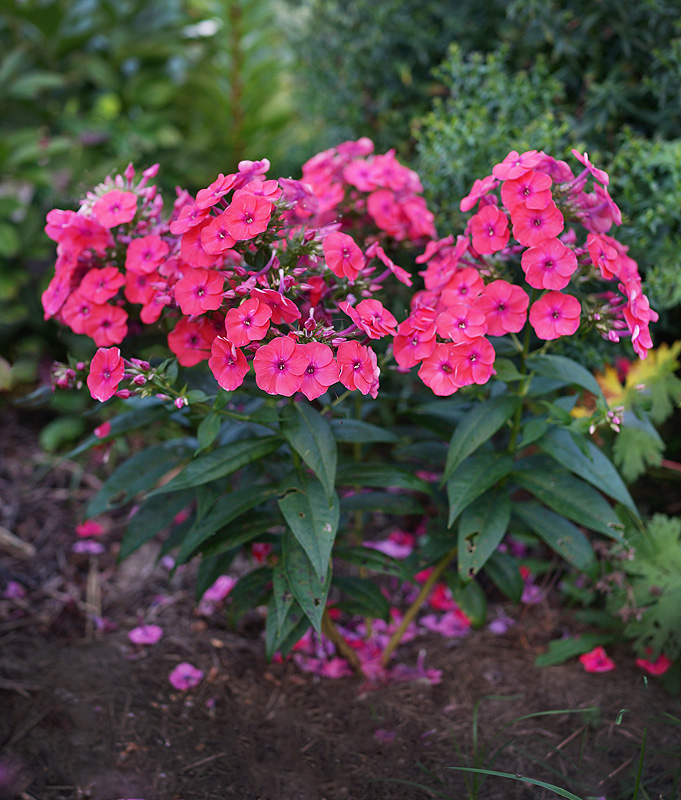
'Coral Flame'

- 'Coral Flame' Bartels Breeding, год создания неизвестен (sin. 'Barsixtytwo'; Phlox paniculata FLAME™ Series Coral). Высота 38—46 см. Цветки кораллово-красные, ароматные. Хорошая устойчивость к грибковым заболеваниям. Зоны морозостойкости: 3—8[11].
- 'Creme de Menthe' (syn. 'Norah Leigh', 'Frosted Elegance', 'Creme De Menthe'[12], 'Darwin’s Joyce'[13], 'Nora Leigh'[14]). Данные о высоте противоречивы: 70—90[8], 100—120[13]. Куст мощный, прочный. Листья волнистые по краю, тёмно-зелёные с белой, позднее со светло-лимонной неравномерной перьевидной каймой (под соцветием могут быть полностью жёлтыми). Позднего срока цветения. Диаметр цветка около 2,2 см. Цветки белые с ярким розово-малиновым глазком, расплывающимся по мере цветения. Цветок звёздчатой формы. Соцветие округло-коническое, красивое, довольно большое для пестролистных сортов, плотное. Разрастается медленно. Цветение продолжительное. Неустойчив к грибковым заболеваниям[8].

## D
- 'Darwin’s Joyce'

## E

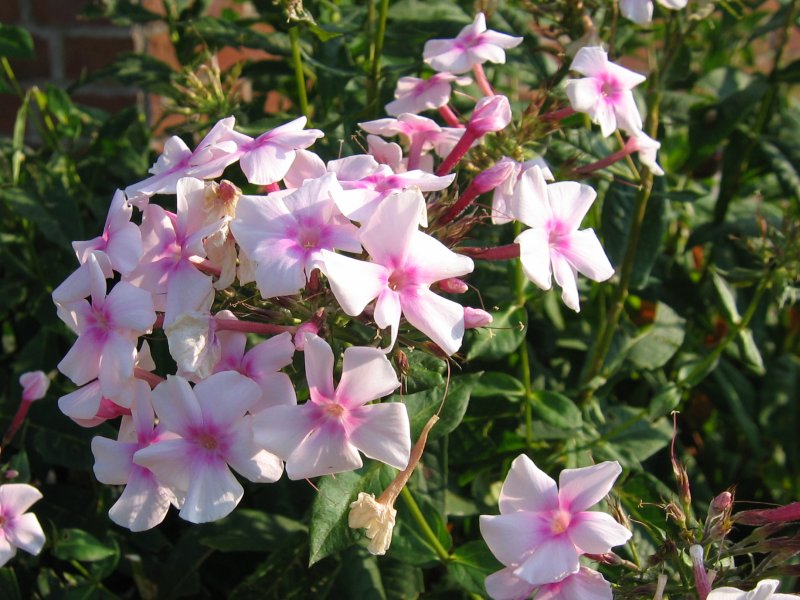
'Eva Cullum'

- 'Elizabeth' B. Noordhuis, 2003—2004. Высота 60—80 см. Куст прямостоячий, прочный. Среднего срока цветения. Листья зелёные с широкой неравномерной золотисто-кремовой каймой. Диаметр цветка 3—3,9 см. Цветки колесовидной формы, тёплого розового цвета с лососевым оттенком. Лепестки слегка волнистые. Соцветие округлое, довольно плотное. Зимостойкий, неустойчивый к грибковым заболеваниям. Защищён патентом[8][9][15].
- 'Eva Cullum'.

## F
- 'Feuerspiegel' (syn. 'Фойершпигель'[16]) К. Foerster, 1947. Высота 70—90 см[17]. Стебли прямостоячие, разветвлённые[18]. Куст развалистый[5], по другим данным: прямостоячий, прочный[8]. По данным разных источников средне-раннего, среднего, или средне-позднего срока цветения. Информация о форме соцветия противоречива. Венчик яркий оранжево-красный, с ярким карминным глазком, диаметром 3,0—3,7 см[17]. Продолжительность цветения 38—56 дней. Зимостойкость средняя. Способность к размножению по сравнению с другими сортами слабая. Зелёные черенки укореняются плохо. Среднеустойчив к грибным заболеваниям. Используется для посадок и на срезку[18].
- 'Franz Schubert' (syn. 'Franz Shubert') A. Bloom, 1980. Высота 70—80 см. Куст прочный. Среднего срока цветения. Днём светло-сиренево-розовый, к вечеру сиренево-голубоватый, в центре небольшое высветление, у основания лепестков тёмно-сиреневые лучики. Лепестки слегка отделены один от другого. Диаметр цветка около 4 см. Соцветие округло-коническое, довольно большое, плотное. Сорт зимостойкий и устойчивый к заболеваниям[8][9]. В иностранных источниках сорт часто описывается иначе: высота 90—100 см, диаметр цветка 3,5—4,5 см[19].
- 'Frosted Elegance'
- 'Frau Pauline Schöllhammer' (sin. 'Frau Pauline Schollhammer', 'Фрау Паулина Шольтгаммер'). Относительно автора данного сорта информация противоречива: Schoellhammer[1], или V.Pfitzer[20]. Год создания сорта неизвестен. Информация о высоте в разных источниках различается: от 55 до 105 см. Стебли тонкие, прочные, прямостоячие, боковые слегка поникают. Среднего, средне-позднего срока цветения. Диаметр цветка 3,5—4 см. Цветок колесовидной формы. Продолжительность цветения 27-30 дней. Цветки описываются по-разному: сиреневые, в сумерках голубеющие[1]; светло-лилово-голубоватые с неяркими беловатыми мазками в центре, вечером голубоватые[21]; светлые пурпурно-фиолетовые с ярким пурпурным глазком[22]; густо-сиренево-лиловые с небольшим малиновым глазком[2]. Аромат сильный. Со временем цветки слегка выгорают. Соцветие средней величины, плотное. Устойчивый к грибным болезням. Поражается вирусом пестролепестности. В условиях Барнаула сорт среднезимостойкий, в условиях Томска — малозимостойкий. Нарастает хорошо. Образец получен в 1948 г. из Главного ботанического сада АН СССР[1][2][20].
- 'Fujiyama' (syn. 'Mount Fuji', 'Mount Fujiyama'). Высота 110—130 см. Диаметр цветка 2,5—3 см. Цветки белые[23] с жёлтыми тычинками. По другим данным: высота 90—120 см. Куст прочный, компактный. Средне-позднего срока цветения. Лепестки отделены один от другого. Соцветие пирамидальное, большое, плотное. Зимостойкий сорт[8].

## K

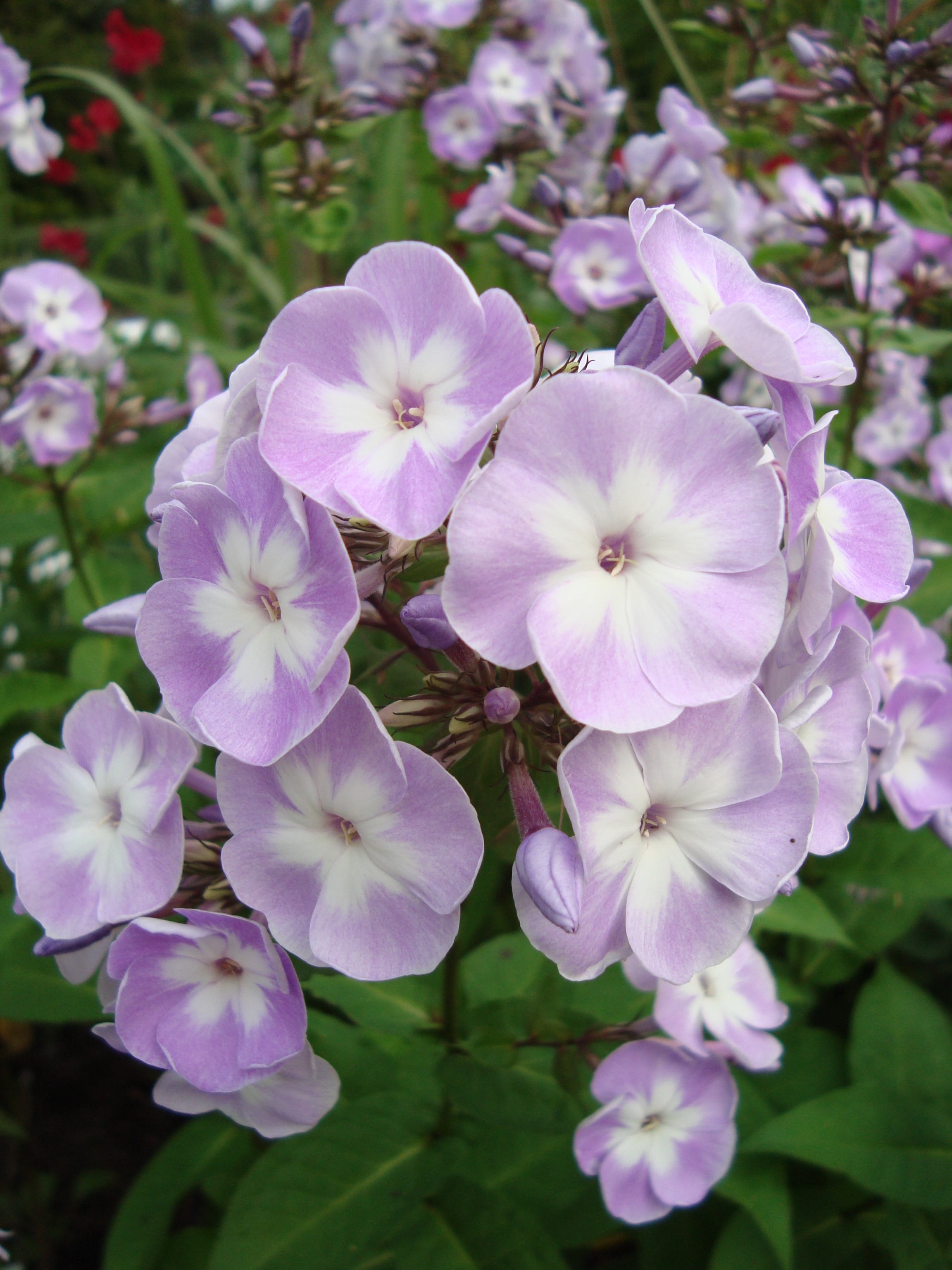
'Katherine'

## H
- 'Hesperis'. Высота около 120 см; цветки мелкие, лиловые в разветвлённых соцветиях, напоминающих сирень[24].

## J
- 'Junior Fantasy'. Серия компактных флоксов «Junior» разработана для выращивания в контейнерах. Высота 40—45 см. Повторное цветение хорошо выражено. Цветки светло-розовые с красноватым глазком. Устойчивы к грибковым заболеваниям[25].

## L
- 'Lichtspel'. Цветки лилово-розовые, вечером становятся синеватыми[24].

## M
- 'Madame Dr. Charcot' V. Lemoine, 1904
- 'Miss Kelly', автор и год создания неизвестны. Высота около 110 см. Среднего срока цветения. Цветки белые с фиолетовыми тенями и белым глазком, очень похож на сорт 'Franz Schubert'. Диаметр цветка 3,9 см[9]. Согласно другому источнику: высота 80 см, диаметр цветка 4—4,5 см[26].

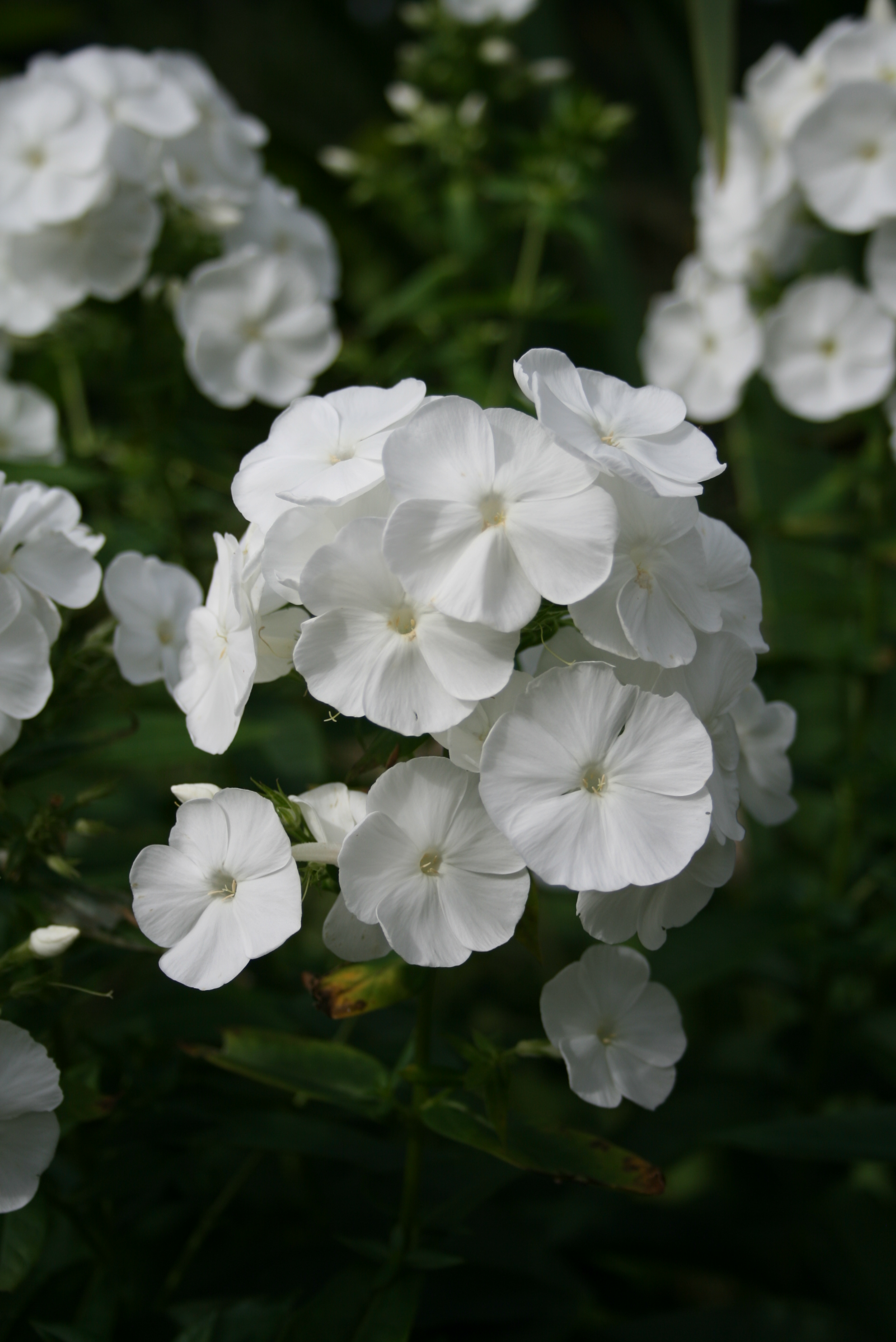
'Mien Ruys'
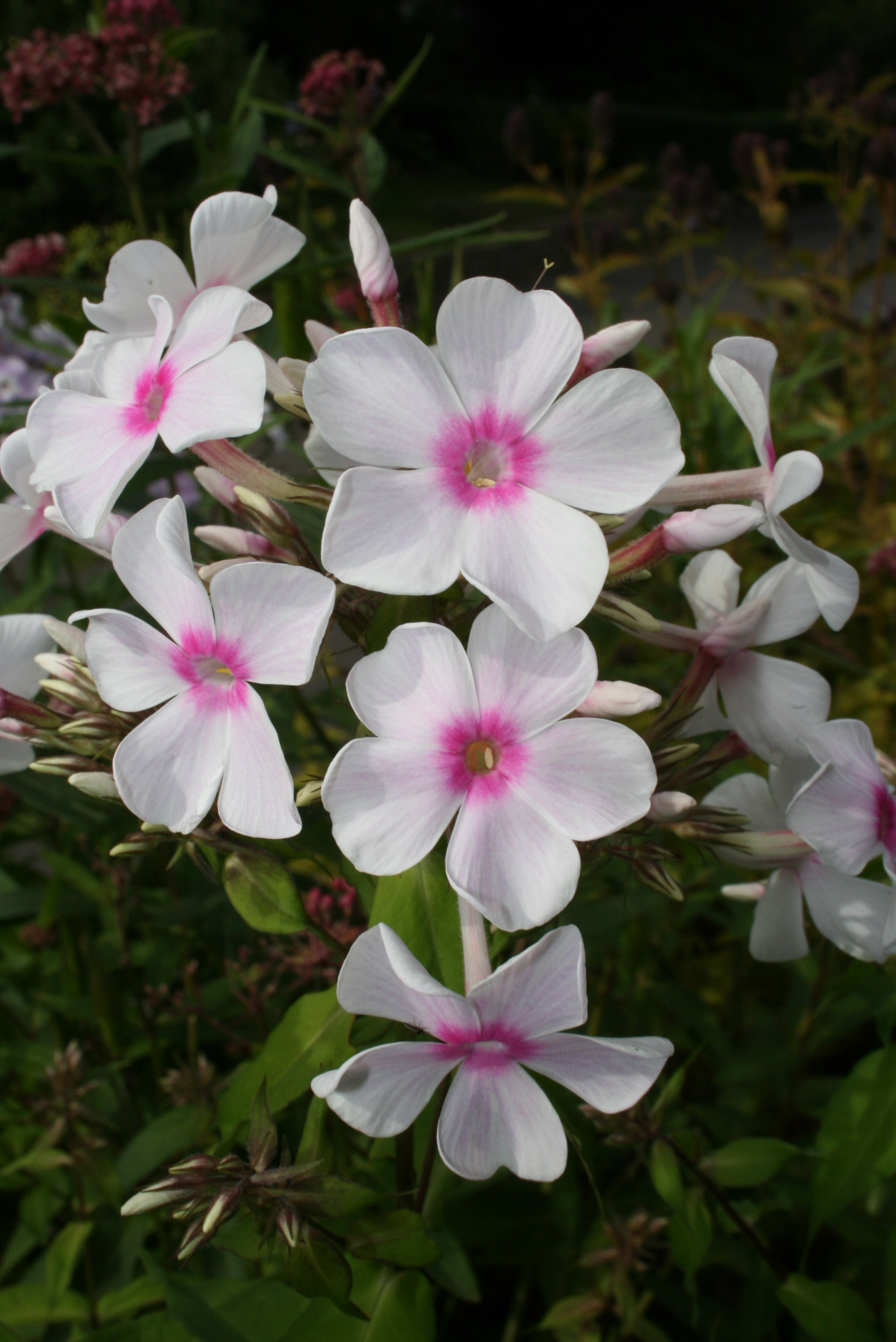
'Miss Holland'
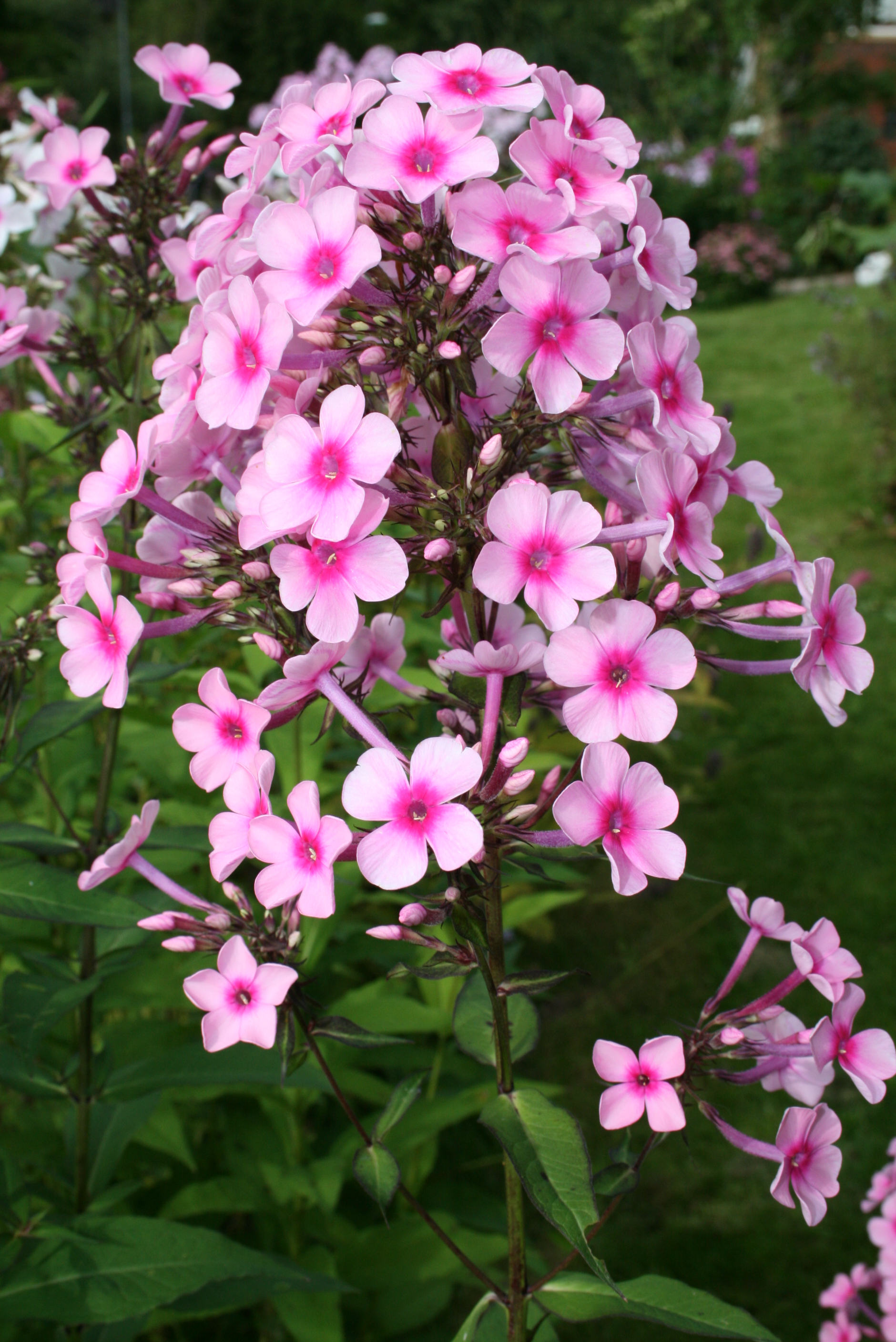
'Miss Pepper'

## N
- 'Natasha' (syn. 'Соната') L. Klinkhamer, 1990.
- 'Nicolas Phlammel'
- 'Nora Leigh'
- 'Norah Leigh'

## P
- 'Peppermint Twist' Jan Verschoor, 2001. Мутация сорта 'Candy Floss' того же автора. Часто наблюдается реверс. Высота около 60 см. Куст раскидистый, стебли прочные. Среднего срока цветения. Диаметр цветка около 3,2 см. Лепестки белые с розовой полосой[1].
- 'Pixie Miracle Grace'. Высота около 80 см. Диаметр цветка 3,5 см[27]. Согласно другому источнику: высота до 50 см. Цветки лавандово-фиолетовые с крупной белой звездой в центре[28].

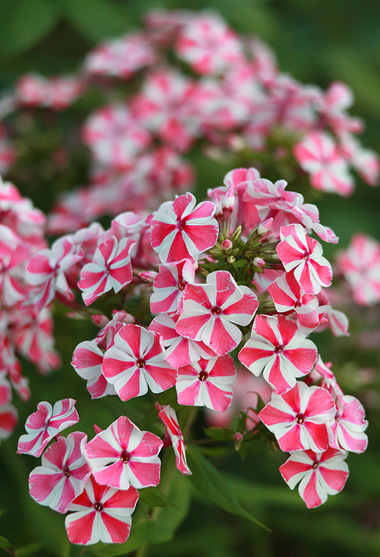
'Peppermint Twist'
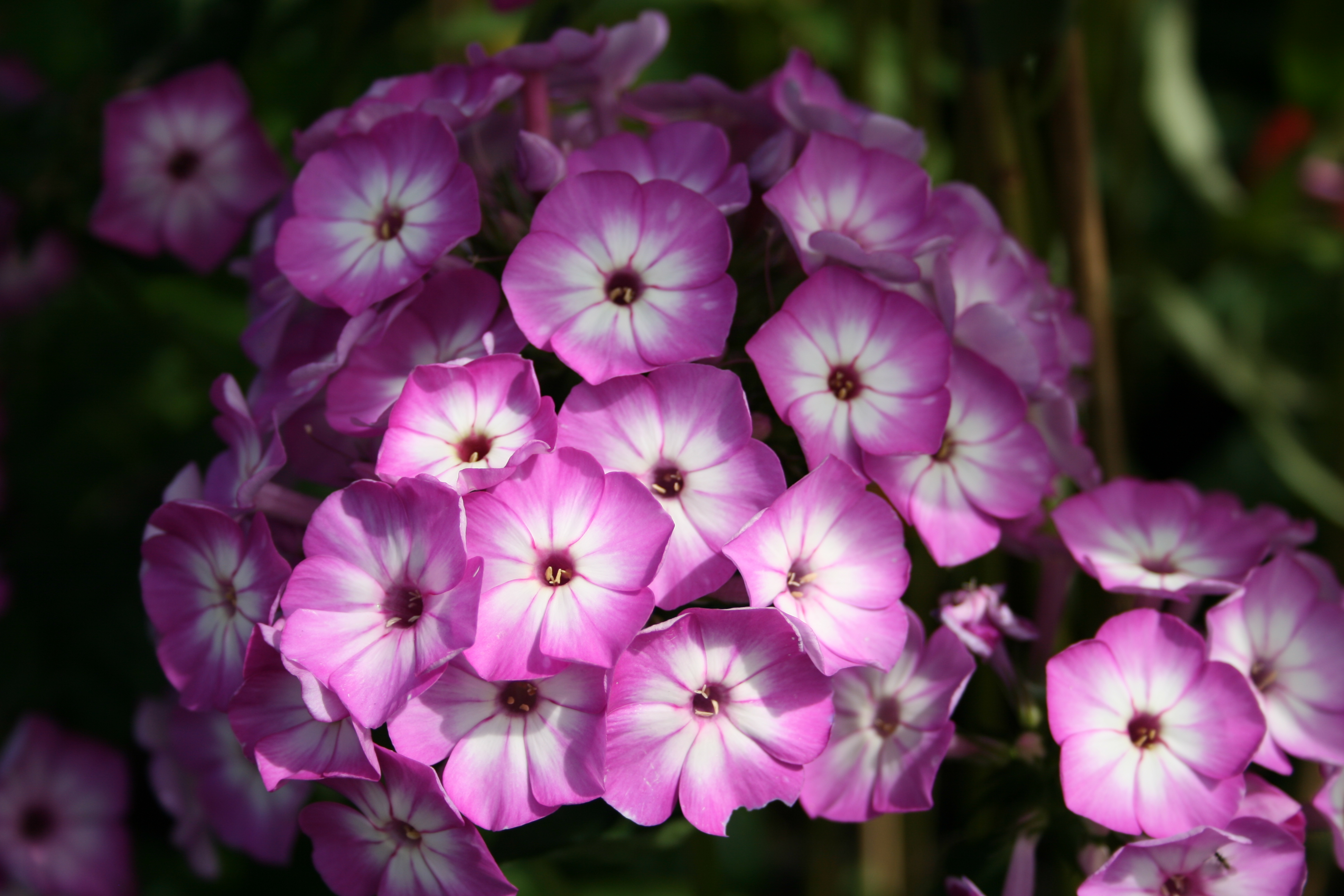
'Purple Eye Flame'
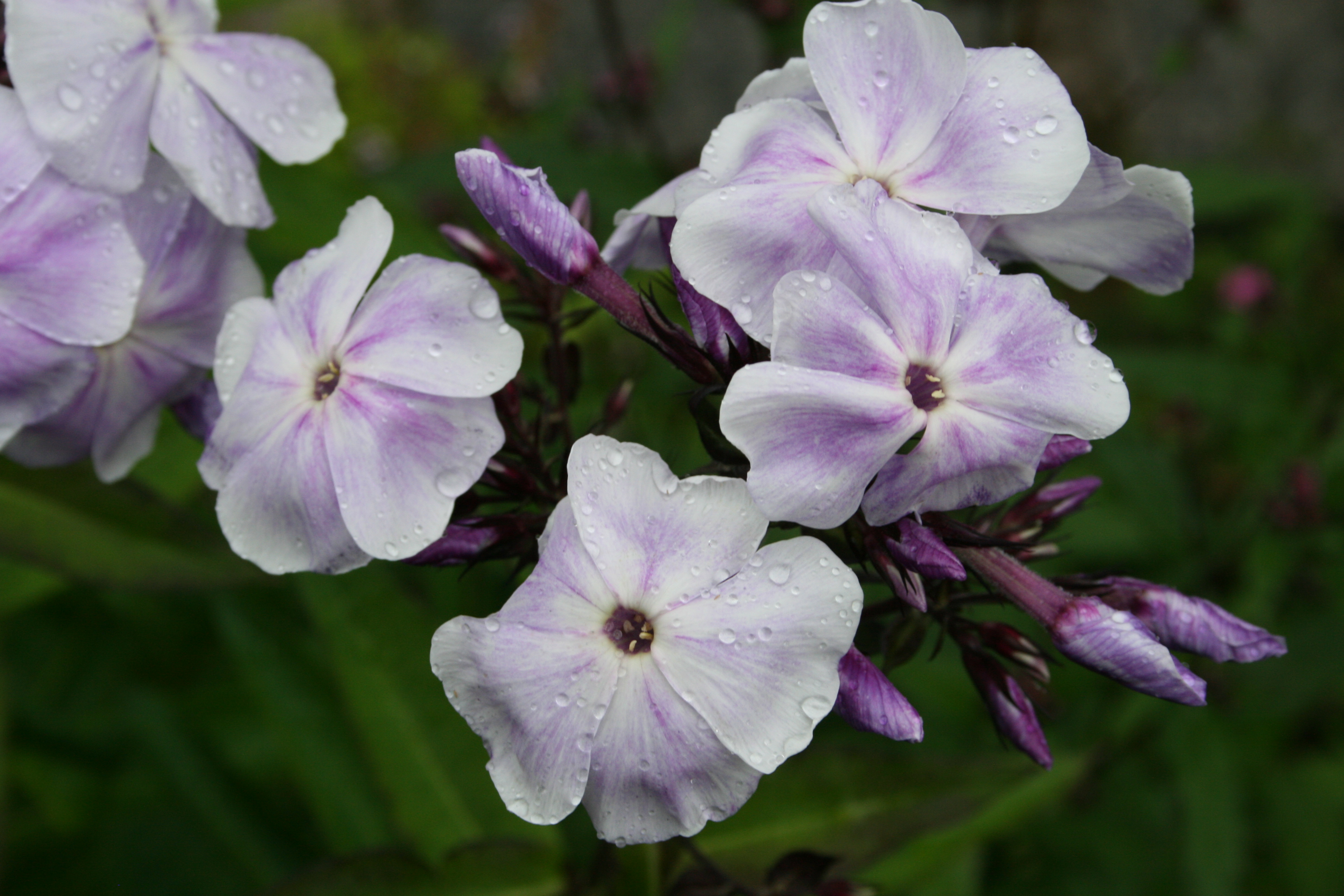
'Prospero'
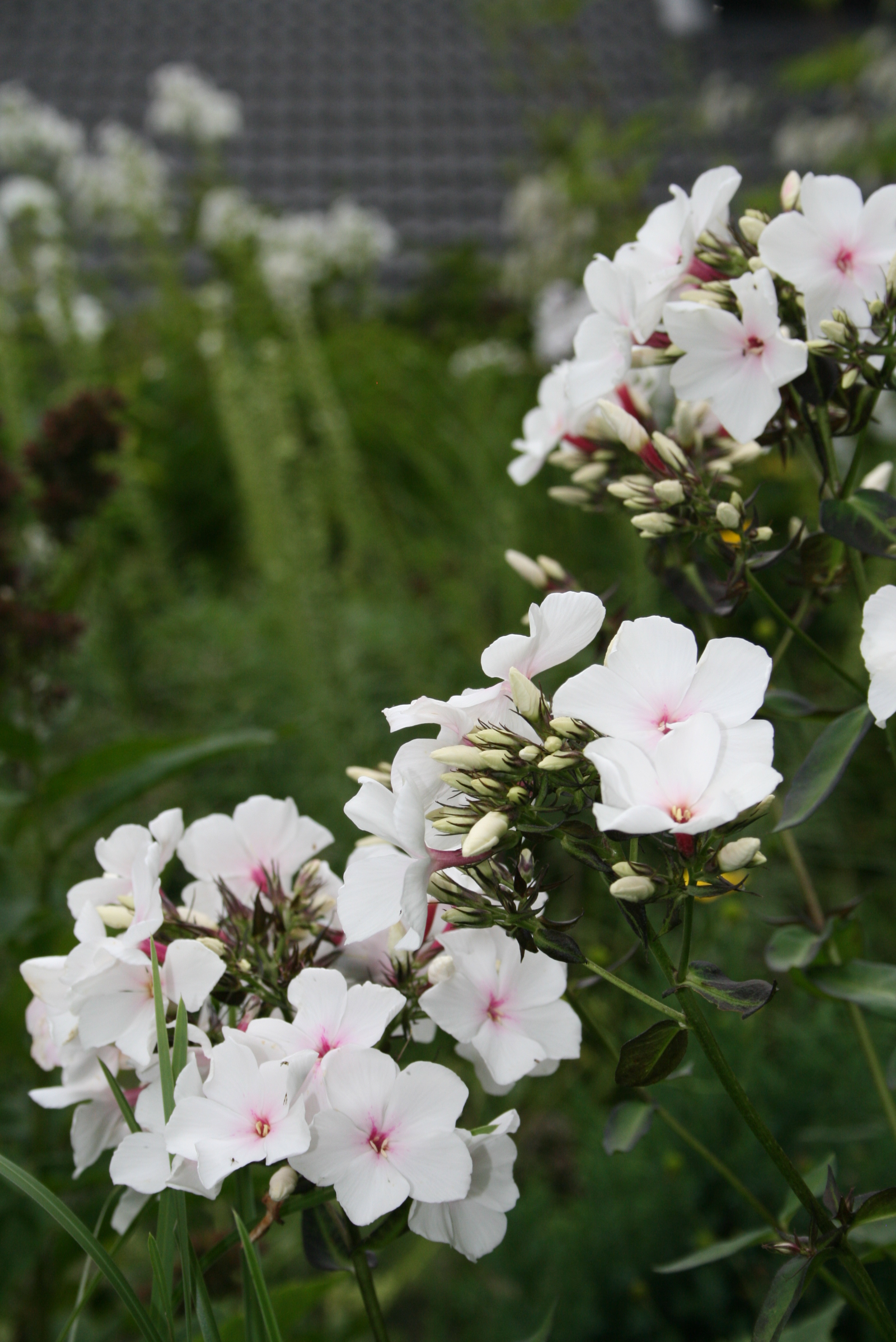
'Popeye'

## R

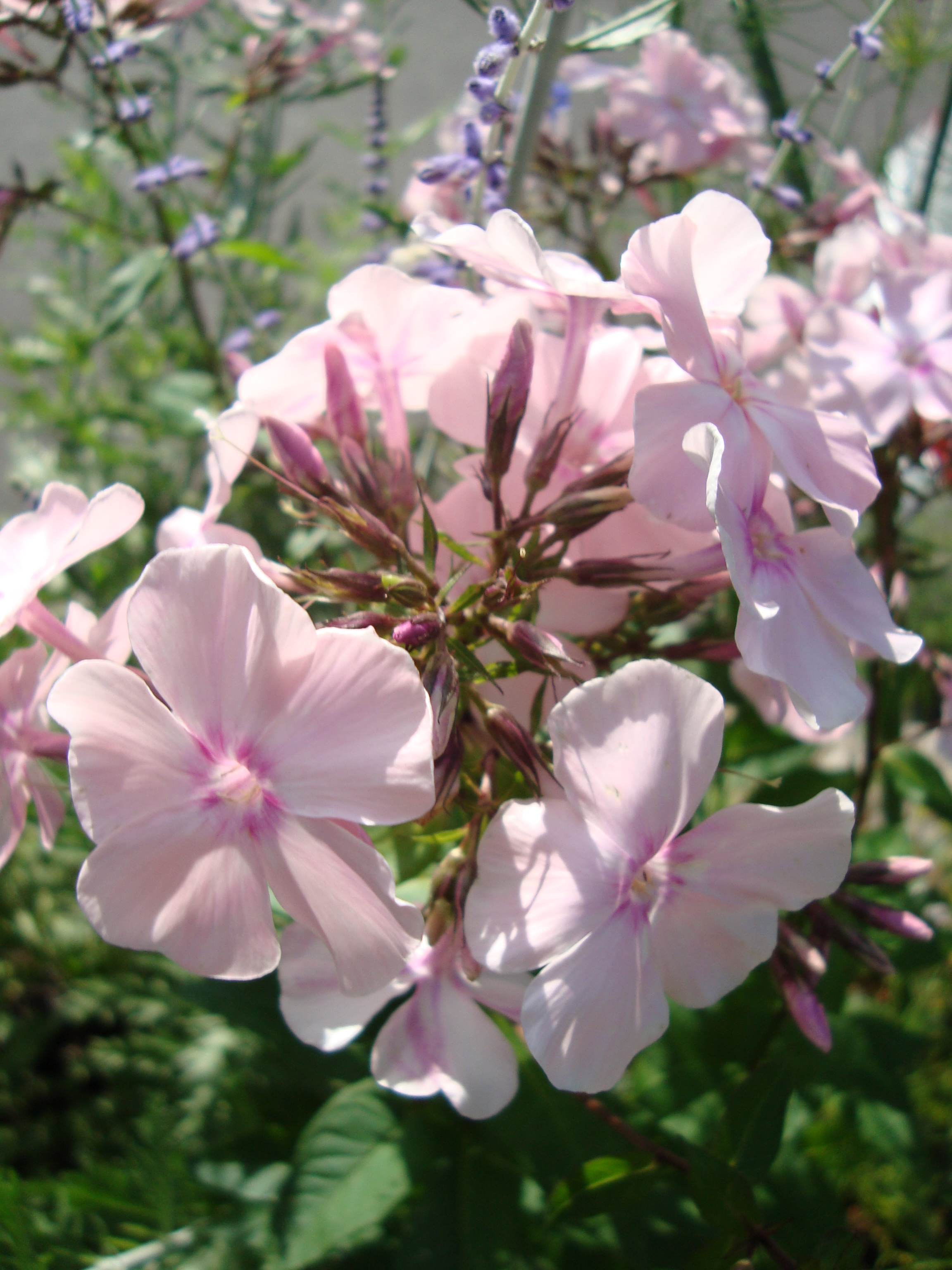
'Rosa Pastell'

## S

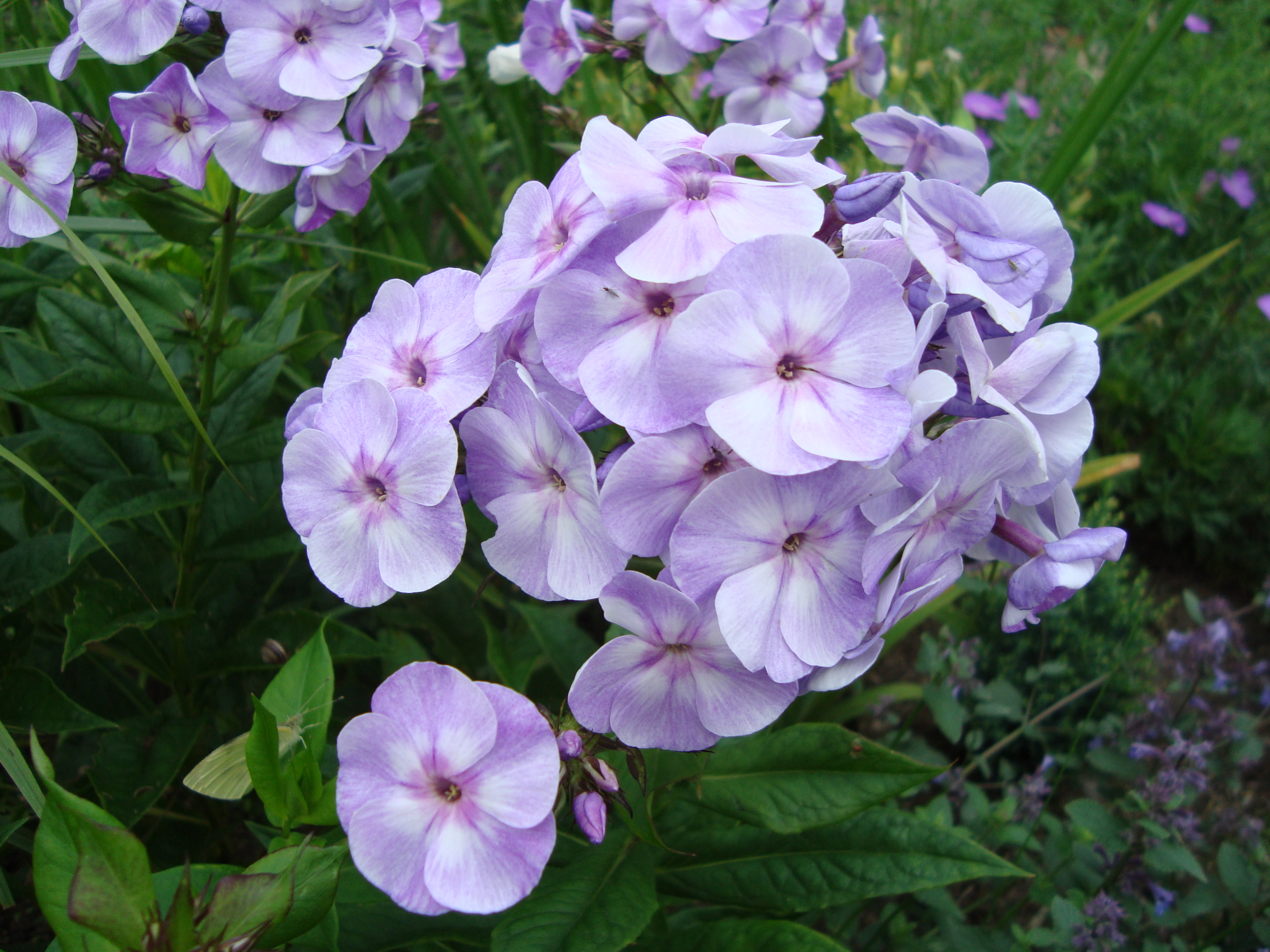
'Sternhimmel'

- 'Sherbet Cocktail'. Первый из сортов, в окраске лепестков которого присутствует жёлтый цвет[24].
- 'Spinners' Martin Van Egmond, 2005. Высота около 85 см. Цветки ароматные, белые с широкими ярко-розовыми полосами[29].
- 'Starfire' B. Ruys, 1937

## U
- 'Utopia'. Высота около 160 см, цветки густо-лиловые, рекомендуется использование в миксбордерах природного стиля[24].

## W
- 'White Eye Flame' (syn. Phlox paniculata Flame™ Series White Eye; 'Barsixty' PP22211 CPBR4170)) G.B.H. Bartels, 2005. Сорт выделен среди сеянцев в Bartels Breeding B.V. (Нидерланды). Компактный сорт. Разработан для выращивания в контейнерах. Высота 30—45 см, ширина около 30 см. Цветки белые с фиолетово-пурпурным глазком. Хорошая устойчивость к грибным заболеваниям[30][31][32].

## А

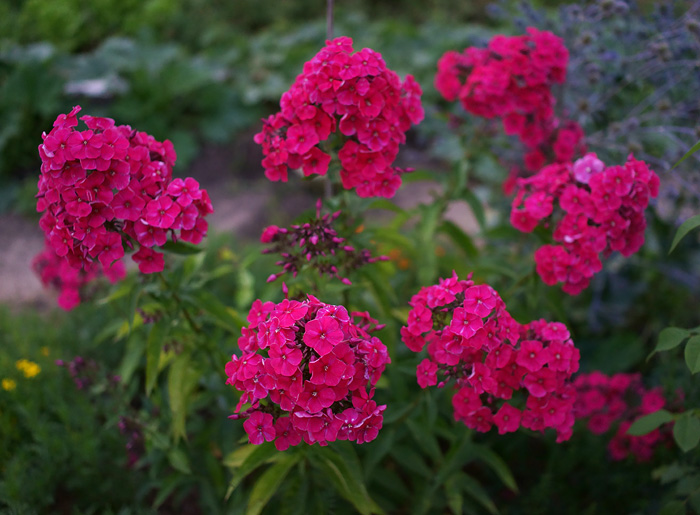
'Атласный'

- 'Аврора' (Лучник). Цвветки кораллово-розовые с ярким белым центром, диаметром до 3,7 см; соцветие средней плотности, пирамидальное, размером до 20 x 16 см. Стебли прямостоячие (70—80 см). Продолжительность цветения до 30 дней[33].
- 'Анна Герман' Репрев Ю. А., 1988. Сеянец от 'Аня Гаганова'. Высота 75—80 см. Куст компактный, прочный с красивой листвой. Среднего срока цветения. Диаметр цветка 4,5 см. Лососево-розовый с высветлением в центре и пурпурным колечком. Слегка выгорает на солнце. Цветок колесовидной формы. Соцветие округло-коническое, большое, довольно плотное. Легко размножается. Зимостойкий. Победитель многих отечественных выставок[8].
- 'Аня Гаганова' (syn. 'Анка') Гаганов П. Г., 1935. Высота 70—80 см. Куст компактный, прямостоячий, плотный, хорошо облиственный, быстро разрастается. Диаметр цветка до 5 см. Венчик густо-кораллово-розовый, ровного чистого тона с крупной беловатой звездой в центре. Не выгорает на солнце. Цветок колесовидной формы. Соцветие большое (20×18 см), плотное. Легко размножается. Зимостойкий, устойчивый к заболеваниям сорт, хорошо переносит неблагоприятные погодные условия. Победитель многих отечественных выставок[8][34].
- 'Аня Попова' Попов А. П., год неизвестен.
- 'Александрит' О. Б. Шевлякова, 2008
- 'Аленький Цветочек' (Грошикова, 1941). Цветки карминно-розовые с более тёмным центром, слегка выпуклые, диаметром до 3,5 см, расположение лепестков плотное. Соцветие компактное, шаровидное, 13×13 см. Куст раскидистый, высотой до 65 см, стебли стреднеоблиственные. Листья овальные с заострённой верхушкой. Продолжительность цветения свыше 40 дней[33].
- 'Аметистовый' М. Ф. Шаронова, 1965
- 'Аристократ' О. Б. Шевлякова, 2009
- 'Атласный' Берлизов Н. И., 1954. Высота куста около 80 см (иногда до 110 см)[8]. Стебли прочные, куст плотный, многостебельный[3]. Листья блестящие. Средне-раннего, среднего срока цветения[35]. Соцветие округло-коническое, большое, довольно плотное. Малиновый, ровного тона, с колечком темнее основного тона. Обратная сторона лепестков светлая. Не выгорает на солнце. Цветение продолжительное. Зимостойкий, устойчивый к заболеваниям[8].

## Б
Бах Ю. А. Репрёв, 1987. Высота куста — 80 см, диаметр цветка около 4 см, среднего срока цветения. Зоны морозостойкости от 3 до более тёплых. Венчик малиново-коричневый с серой дымкой и карминовым колечком. Слегка волнистые лепестки. Соцветие округло-коническое, большое, ветвистое.

## В

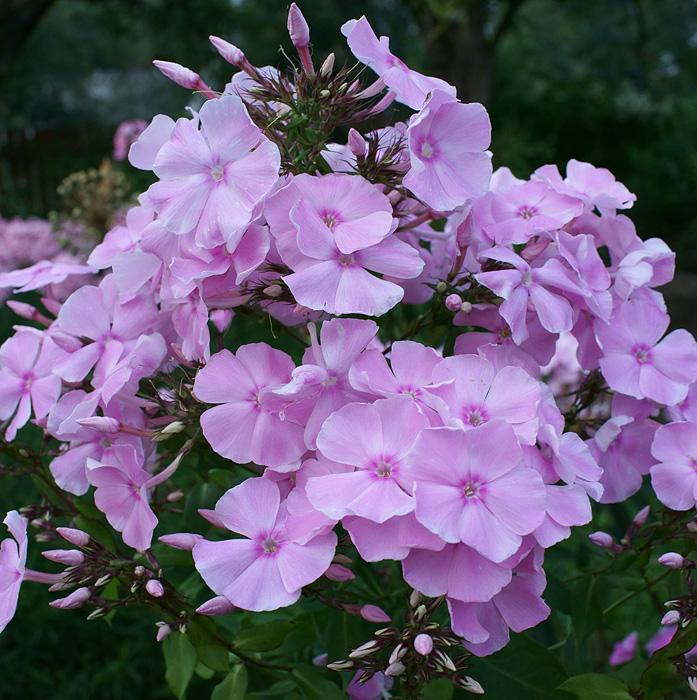
'Владимир'

- 'Василиса' Г.В. и И.Н. Кругловы, 2009
- 'Владимир' Е. А. Константинова, 1997. Сорт назван в честь супруга. Высота около 60—70 см. Стебли прочные, куст компактный. Средне-позднего, позднего срока цветения. Цветение с середины августа, в течение 30 дней. Осыпаемость средняя. Соцветия средней величины, плотные, около 20 см в диаметре. Диаметр цветка очень большой, около 5,2 см. Цветки ровные, колесовидные, молочно-светло-розовые, с посветлением по краям, фактура лепестков очень плотная. Аромат средний. Зимостойкий, устойчивый к болезням сорт. Скорость нарастания средняя. Золотая медаль международной выставки «Цветы-2000». Сорт является эталонным по 7 показателям[1][36][37].
- 'Витязь' Е. А. Константинова, 1988.
- 'Вирсавия' (syn. Сеянец 1-57) П. Г. Гаганов, 1957. Высота 60—80 см. Отобран в 1958 г. из сеянцев, полученных из семян сорта 'Любаша' от свободного опыления. По результатам 8 летнего испытания в Центральном Сибирском ботаническом саду, выделен как перспективный. Куст прямостоячий, компактный, плотный, до 80 см в диаметре. Листья тёмно-зелёные, не опушенные. Стебли прочные. Число соцветий на одном растении в первый год — 3, второй — 9—10, третий — 20—30. Соцветие шаровидное, 19—25 см длиной, 20—24 см в диаметре, рыхловатое. Венчик округло-колесовидный, нежно-сиреневый с белым лучистым центром. При отцветании в массе приобретает голубой оттенок. Выгорает до почти белого. Число цветков на цветоносе: 200—300. Средне-раннего, среднего срока цветения. Продолжительность цветения 25—55 дней. В срезке 7—10 дней. Плодоносит. Устойчив к грибным болезням. Рекомендуется для рабаток, массивов, групп и на срез[38][39].
- 'Врубель' Ю. А. Репрев, 1987

## Г
- 'Гжель' Е. А. Константинова, 2003. Высота около 100—110 см. Куст сильный, прямостоячий, компактный. Листья тёмно-зелёные, плотные. Среднего, средне-раннего срока цветения. Соцветия крупные, плотные. Диаметр цветка 4—4,2 см. Цветки белые с яркими синими тенями, глазок чуть темнее теней. Сорт отличается здоровьем и устойчивостью[1][40].
- 'Гусь Хрустальный' Ю. А. Репрев, 1982
- 'Голубая Отрада' Ю. А. Репрев, 1988.

## Д
- 'Детство' Харченко Е.Д., 1952
- 'Дымчатый Коралл' П. Г. Гаганов, 1935
- 'Дымчатый Этюд' В. Я. Сурикова, 2009. Высота 75—80 см. Средне-раннего срока цветения. Цветок звёздчатой формы, розовый с серой дымкой, в центре кораллово-розовая звезда и светло-малиновое колечко. В пасмурную погоду расцветка приобретает более холодные оттенки. Края лепестков слегка закрученные вниз в сторону трубки венчика. Диаметр цветка около 4—4,2 см. Соцветие коническое, большое, ажурное. Куст прочный, разрастается быстро. Предпочитает полутенистое место посадки, где нежная «дымка» проявляется более выразительно[41].

## Ж
- 'Жуковский' Ю. А. Репрев, 1982

## З
- 'Зефир' Константинова Е. А., 1989. Универсальный сорт. Высота 65—75 см. Диаметр цветка 4,2—4,5 см. Листья зелёные. Цветонос прочный. Соцветие среднего размера (22×20 см), округлое, довольно плотное. Цветок блюдцевидной формы, белый с розовыми лёгкими тенями. Аромат средний. Период цветения 30 дней. Осыпаемость средняя. Окраска цветка не выгорает. Устойчив к неблагоприятным условиям, болезням и вредителям. Зимостойкий, жароустойчивый. Коэффициент размножения высокий[42].
- 'Зинаида Серебрякова' Ю. А. Репрев, 1984
- 'Зинуша' М. Ф. Шаронова, 1950. Сорт назван самой Марией Федоровной в честь невестки, Зинаиды Петровны Шароновой[43]. Высота 65—70 см. Куст компактный, прочный. Среднего срока цветения. Соцветие овально-коническое, очень большое, плотное. Венчик светло-лососево-розовый с маленьким карминовым колечком. Коэффициент размножения средний. Устойчивый. Назначение — одиночные и групповые посадки, красивая срезка. Лидер выставок[5][6].

## И
- 'Игорь Тальков' Е. А. Константинова, 1987. Изначально сорт имел название 'Отель Институт', но после событий 1991 года был переименован автором в память об известном в России певце[44]. Высота около 70—75 см. Кусты компактные, стебли прочные. Средне-раннего срока цветения. Соцветия достаточно крупные (в диаметре 25×20 см) плотные, полушаровидные. Осыпаемость слабая. Диаметр цветка около 4,3—4,8 см. Цветки описываются как светло-фиолетовые и тёмно-фиолетовые, половина лепестка более светлая по тону, не выгорает, беловатый центр. Венчик колесовидный. Аромат средний. Разрастается быстро. Зимостойкий, устойчив к болезням. Лидер выставок[1][45].
- 'Изабель' Шевлякова О.Б., 1996. Высота растений 50—75 см. Раннего или среднего срока цветения. Куст поникающий, стебли прочные. Есть повторное цветение. Соцветие округло-коническое, большое, плотное. Окраска венчика: нежные розовые тени по белому полю лепестков и светло-пурпурным колечком в центре. Лепестки овальные наложены друг на друга и слегка отогнуты. Диаметр цветка 4—4,5 см. Сорт зимостойкий, устойчивый к заболеваниям. Способность к размножению средняя[46].

## К

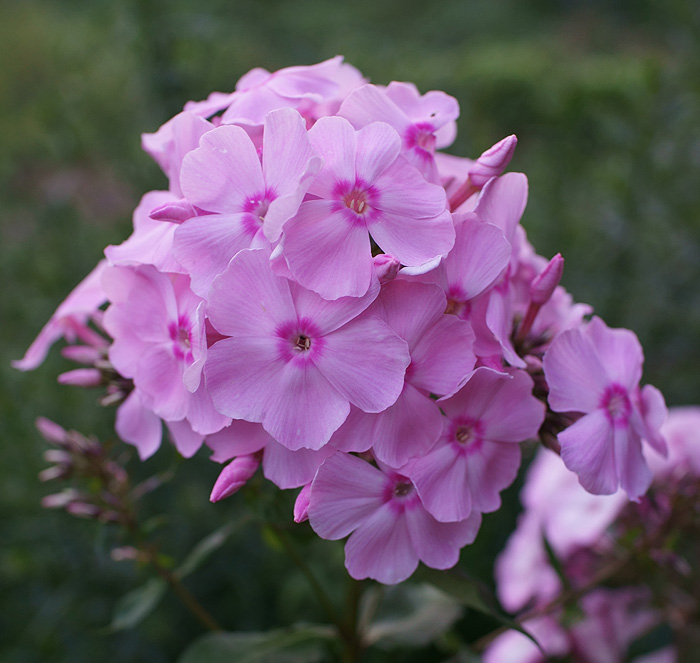
'Клавдия Шульженко'

- 'Клавдия Шульженко' (syn. 'Klavdia Shuljenko') М.Н. Крутов, 1984. Высота около 70—80 см. Кусты компактные, стебли прочные. Среднеустойчив. Среднего срока цветения. Соцветия пирамидальные, очень плотные. Диаметр цветка около 4,5 см. Цветки бледно-розовые, лепестки волнистые. В холодную погоду замедляется распускание цветков. Среднеустойчивый к болезням, зимостойкий, хорошо разрастается. Назначение универсальное[5][47].

## Л
- 'Любаша' П. Г. Гаганов, 1938. Высота 60—80 см. Куст прямостоячий, сомкнутый, прочный, хорошо облиственный, быстро разрастающийся. Среднего срока цветения. Голубовато-светло-фиолетовый с белой серединой (на солнце бледно-голубой). Диаметр цветка 3,5 см. Соцветие шарообразно-коническое (30×25 см), очень крупное, плотное. Легко размножается. Зимостойкий, устойчивый к заболеваниям сорт, хорошо переносит неблагоприятные погодные условия[8].

## М

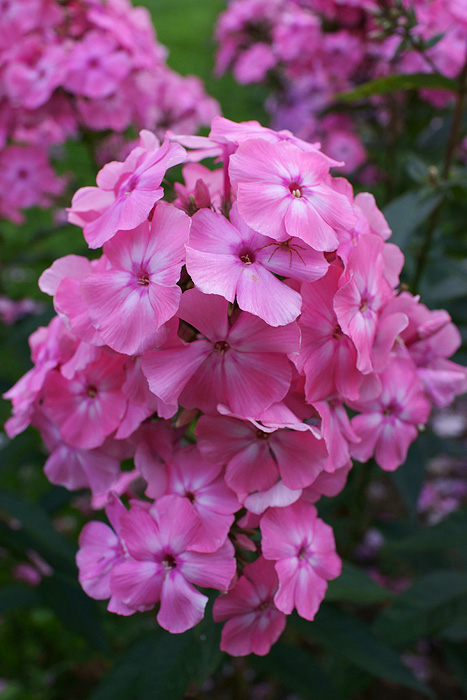
'Москвичка' М. П. Нагибина, 1939

- 'Мастер' Е. А. Константинова, 1987.
- 'Мария Федоровна' М. Ф. Шаронова, 1939
- 'Мишенька' Дронов М., 1970.
- 'Москвичка' автор неизвестен, оригинатор ООО «Агрофирма ПОИСК». Высота около 80 см. Среднего срока цветения. Розовый с лёгким посветлением в центре, лепестки сильно волнистые. Диаметр цветка 3,7 см. Соцветие округло-коническое, очень плотное[48].
- 'Москвичка' (syn. 'Moskvitchka') М.П. Нагибина, 1939. Высота около 80—105 см. Кусты компактные. Средне-раннего срока цветения. Цветёт с 22 июня по начало августа в течение 32—44 дней. Плодоносит. Соцветия овальные, большие, рыхловатые. Диаметр цветка около 3,9 см. Цветки светло-малиновые. Устойчив к грибным болезням. Назначение универсальное[5][39].
- 'Моя Любовь, Моя Отрада' Ю. А. Репрев. Высота около 80—90 см. Стебли прочные. Среднего срока цветения. Соцветия крупные. Диаметр цветка около 4,0—4,8 см. Цветки сиренево-голубоватые на солнце, вечером и в пасмурную погоду ярко синеющие ровного тона с едва заметным колечком. Скорость разрастания средняя. Подвержен грибковым заболеваниям[1][8].

## Н

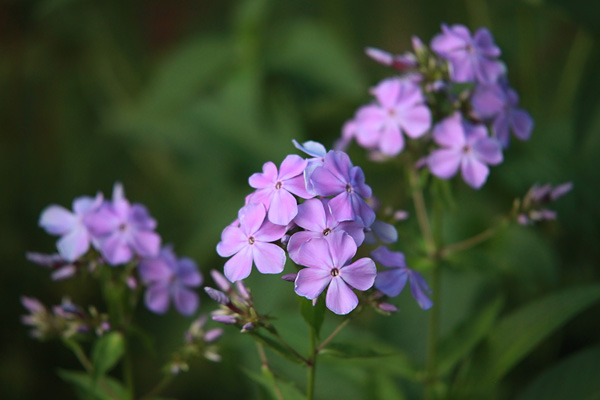
'Незабудка'

- 'Незабудка' Е. А. Константинова, 2005. Высота около 70 см. Кусты компактные, стебли прочные. Среднего срока цветения. Соцветия крупные, средней плотности. Диаметр цветка 4—4,3 см. Цветки сиреневые, в пасмурную погоду и в семерках ярко-голубые. Устойчивый, хорошо нарастающий[1][49].
- 'Ночка' Ю. А. Репрев, 1978.

## О
- 'Облако' Е. А. Константинова, 1987. Универсальный сорт. Лидер выставок. Высота 70—75 см. Куст прочный, стебли прямостоячие, хорошо облиственные, куст быстро разрастается. Коэффициент размножения высокий. Листья тёмно-зелёные. Цветение со второй половины июля, в течение 40 дней. Соцветие в диаметре 28х25 см, плотное, конической формы. Цветок округлый, 3,8—4,5 см, белый с синими тенями по краю и голубоватым оттенком. Бутоны синие, яркие[50].

## П
- 'Памяти Гаганова' Ю. А. Репрев, 1984. Высота около 70 см. Куст прочный. Среднего срока цветения. Диаметр цветка 4,2—4,3 см. Кораллово-оранжевый с высветлением в центре и карминным колечком. Слегка выгорает на солнце. Соцветие округло-коническое, среднего размера и плотности. Зимостойкий, устойчивый к грибковым заболеваниям, неоднократный призёр отечественных выставок[8].

## Р
- 'Россиянин' Ю. А. Репрев, 1984
- 'Ренуар' Ю. А. Репрев, 1983
- 'Рихард Зорге' Е. А. Константинова, 1988
- 'Розовый Хрусталь' В. Я. Сурикова, 2009. Высота 65—70 см. Куст прочный, разрастается быстро. Соцветие округло-коническое, среднего размера. Цветок колесовидный, лососево-розовый, в центре с более насыщенным коралловым оттенком и маленьким светло-малиновым колечком. Диаметр цветка около 3,7—4 см. Структура лепестков тонкая, полупрозрачная на просвет. Назначение универсальное[51].
- 'Румянец девушки' (syn. 'Румяная девушка'[52]) М. Ф. Шаронова, 1964. Высота куста около 100 см. Куст рыхлый. Среднего срока цветения. Соцветие округло-коническое, среднего размера, плотное. Бутоны розовые. Окраска венчика: белый с розовыми тенями по одной половинке лепестка. В жаркую погоду «румянец» пропадает. Диаметр цветка 3,5—3,8 см. Зимостойкий, но в суровые зимы подмерзает. Красивая срезка[53]. При посадке располагают во втором ряду из-за непропорционального соотношения цветущей и нецветущей частей растения[5].

## С
- 'Сандро Боттичелли' (syn. 'Боттичелли') Ю. А. Репрев, 1981. Получен от сорта П. Г. Гаганова 'Вечерняя песня'[54]. Высота 70—75 см. Куст прочный, быстро разрастается. Среднего срока цветения. Диаметр цветка 4,5—5 см. Днём сиреневый, ровного тона, вечером голубоватый. Слегка выгорает на солнце. Соцветие округло-коническое, довольно большое, средней плотности. Зимостойкий, устойчивый к грибковым заболеваниям, неоднократный призёр отечественных выставок[8].
- 'Славянка' П. Г. Гаганов, 1936.
- 'Следы' Ю. А. Репрев, 1983.
- 'Сиреневое Чудо' П. Г. Гаганов, 1963. Сеянец П. Г. Гаганова, сохранённый и названый Ю. А. Репрёвым. Высота 80—100 см. Куст мощный, прочный, быстро разрастается. Среднего срока цветения. Диаметр цветка около 5 см. Цветок колесовидной формы. Днём сиреневый, ровного тона (согласно другим описаниям: сиреневый с фиолетовой звёздочкой; лавандово-лиловый), вечером голубоватый. Соцветие округло-коническое, большое, средней плотности. Популярный, зимостойкий, неоднократный призёр отечественных выставок[3][5][8].
- 'Сириус'. Автор и год создания неизвестны. Высота около 80 см. Куст прочный. Среднего срока цветения. Днём бледно-сиреневый, утром, вечером и в пасмурную погоду голубоватый. На солнце не выгорает. Диаметр цветка около 5 см. Лепестки слегка волнистые. Соцветие округло-коническое, ближе к округлому. Популярный, зимостойкий, неоднократный призёр отечественных выставок. Условное название предложено О. Б. Шевляковой[8].
- 'Соната'
- 'Стратосфера' Ю. А. Репрев, 2001. Высота растений 80-90 см. Среднего срока цветения. Соцветие округло-коническое. Цветки белые c сиреневыми тенями. Лепестки слегка волнистые. Диаметр цветка 3,5—3,8 см. Сорт 'Стратосфера' сходен с сортом 'Атмосфера', но последний более светлый[55].

## Т

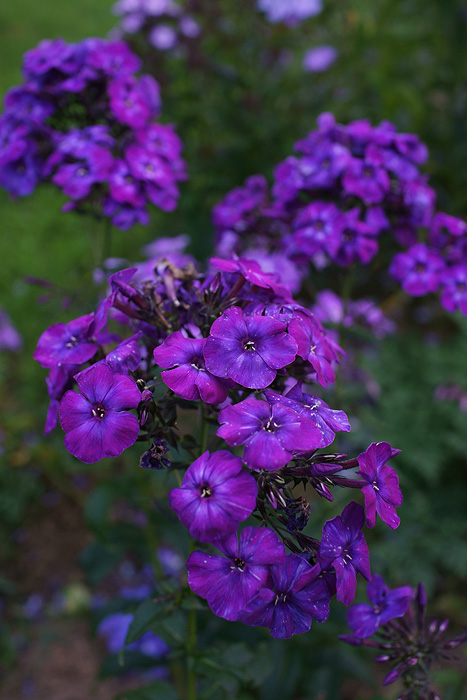
'Тайна'

- 'Тайна' ('Taina') П. Г. Гаганов, 1963. Сеянец П. Г. Гаганова, сохранённый и названый Ю. А. Репрёвым[8]. Имя сорту дал Ю. А. Репрев[56]. Высота — от 90[5] до 110 см[1]. Среднего срока цветения. Листья характерные, тройные с гофрированным краем[5]. Соцветия плотные, небольшие. Диаметр цветка — около 3,6 см. Цветки насыщенно-тёмно-фиолетовые с бархатистой фактурой лепестков[1], согласно другому описанию — тёмно-фиолетово-синие, чернильные с лёгким пурпурным оттенком. Самый тёмный из фиолетовых. Цветок колесовидный, слегка выпуклый, немного портится от росы[6]. Нарастает медленно[1]. Лидер выставок и лидер популярности[5].

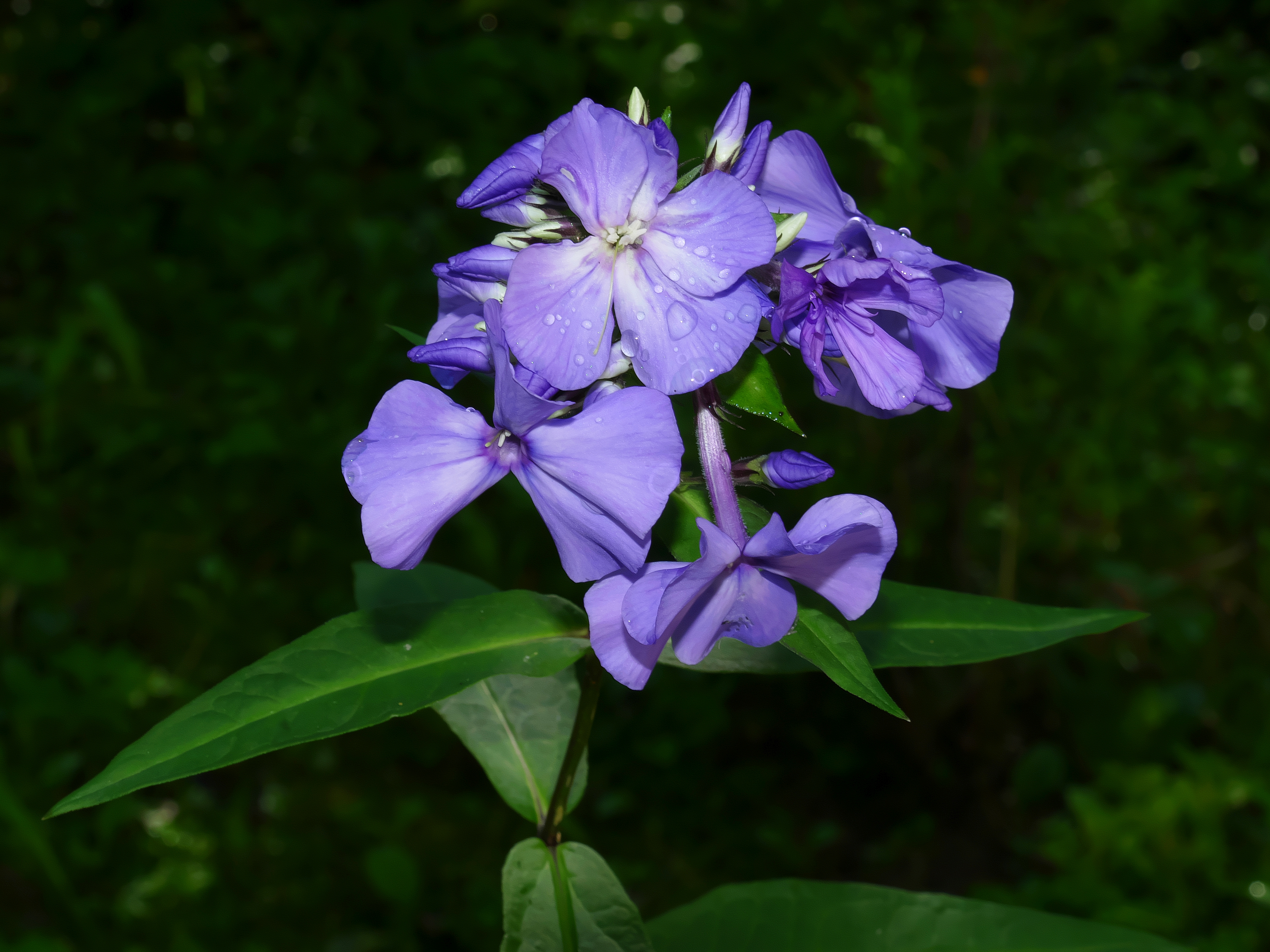
'Татьяна'

- 'Татьяна' ('Tatjana')

## У
- 'Успех' П. Г. Гаганов, 1937
- 'Уральские Сказы' (syn. 'Fairytale of the Ural', 'Uralskie Skazi', 'Феррис Уил', 'Ferris Wheel') П. Г. Гаганов, 1953.

## Ф
- 'Фойершпигель'

## Ц

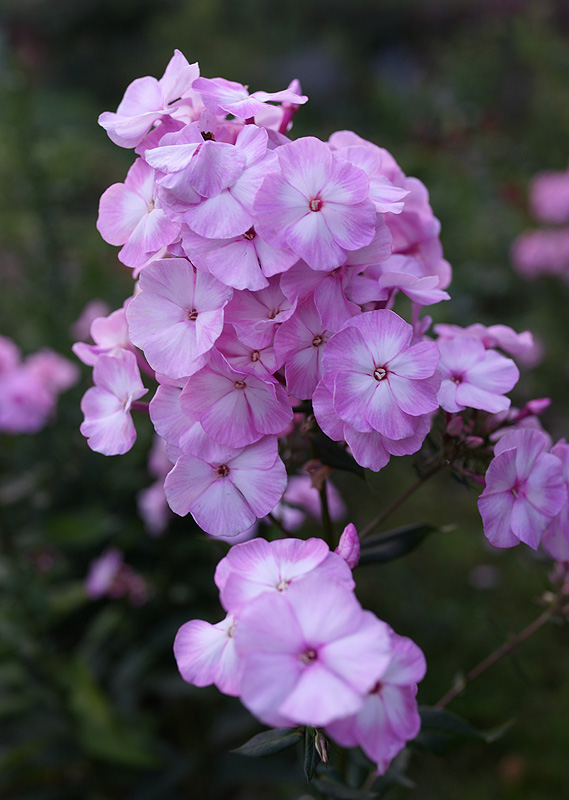
'Цветущая Сакура'

- 'Цветущая Сакура' Г.В. и И.Н. Кругловы, 2006. Высота около 70 см. Ранне-среднего срока цветения. Цветки нежно-розовые с очень большим ровным белым центром, тёмно-розовой трубкой, диаметр около 3 см. Соцветие овально-коническое, большое, ветвистое, плотное. Цветение продолжительное.
- 'Цвет Яблони' Е.Д. Харченко, до 1962. Высота 50—60 см. Куст компактный. Листья светло-зелёные, стебли прочные. Нарастает хорошо. Среднего срока цветения. Нежно-розовый с большим белым центром. Не выгорает. Соцветие — плоский зонтик. Легко размножается. Зимостойкий, устойчивый к грибковым заболеваниям сорт. Красивая срезка. Лидер популярности. Неоднократный победитель многих отечественных выставок. Назначение — бордюры, групповые посадки. Эффектный, популярный у любителей сорт[5][8].
- 'Цвет Яблони' Квасников Б.В.
- 'Цвет Яблони' Краснова Н.С. 1950.

## Ч
- 'Черномор' П. Г. Гаганов, 1956

## Ю
- 'Юрий Гагарин' Ю. А. Репрев, 1980